# Regierung Deuntzer

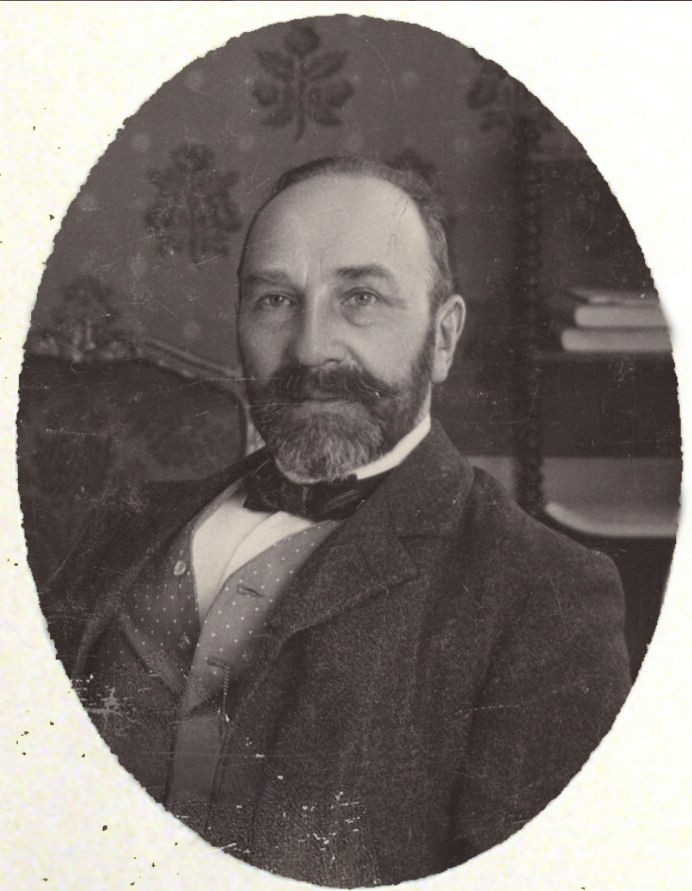
Johan Henrik Deuntzer

Die Regierung Deuntzer wurde in Dänemark am 24. Juli 1901 durch Johan Henrik Deuntzer von der Venstre gebildet und löste die Regierung Sehested ab. Die Regierung Deuntzer befand sich bis zum 14. Januar 1905 im Amt und wurde dann durch die Regierung J. C. Christensen abgelöst.
Deuntzer bildete nach dem Sieg bei den Wahlen zum Folketing vom 3. April 1901 die erste Regierung der „linken“ liberalen Venstre. Die folgende liberale Politik mit Billigung von König Christian IX. wurde als Systemwechsel (Systemskifte) empfunden. So erhielt Dänemark 1901 ein parlamentarisches Regierungssystem, mit der Folge, dass der König keinen Ministerpräsidenten gegen den informellen Willen des Parlaments berufen konnte.
Bei den Wahlen vom 16. Juni 1903 wurde die Regierung bestätigt und erlitt nur geringe Verluste. Island, das 1814 bei Dänemark verblieben war, erhielt wegen stärkerer nationaler Bestrebungen eine autonome Verfassung. 1904 befand zudem ein Volksentscheid, dass ein Isländer den Ministerposten für Island in Dänemark besetzen und sein Land nach außen vertreten sollte. Der erste einheimische Minister für Island war Hannes Hafstein. Weiterhin kam es zur Einführung des landesweiten Dorfschulsystems.

## Wahlergebnisse

### Ergebnisse der Wahlen zum Folketing vom 3. April 1901
| Det folkelige Venstre | 96.481          | 44,7         | 76           | +13          |              |              |
| Højre                 | 54.103          | 25,1         | 8            | −8           |              |              |
| Socialdemokraterne    | 38.398          | 17,8         | 14           | +2           |              |              |
| Det Moderate Venstre  | 26.993          | 12,5         | 16           | −7           |              |              |
| Wahlbeteiligung       | Wahlbeteiligung | 61,1 Prozent | 61,1 Prozent | 61,1 Prozent | 61,1 Prozent | 61,1 Prozent |

### Ergebnisse der Wahlen zum Folketing vom 16. Juni 1903
| Partei                | Stimmen | Prozentanteil | Mandate | Gewinne/Verluste (+/-) |
| --------------------- | ------- | ------------- | ------- | ---------------------- |
| Det folkelige Venstre | 113.000 | 49,3          | 74      | −2                     |
| Højre                 | 49.109  | 21,4          | 12      | +4                     |
| Socialdemokraterne    | 48.117  | 21,0          | 16      | +2                     |
| Det Moderate Venstre  | 19.149  | 8,3           | 12      | −4                     |

## Minister
| Ressort                                                         | Amtsinhaber                                       |
| --------------------------------------------------------------- | ------------------------------------------------- |
| Ministerpräsident Außenminister                                 | Johan Henrik Deuntzer                             |
| Finanzminister                                                  | Christopher Hage                                  |
| Innenminister                                                   | Enevold Sørensen                                  |
| Justizminister zugleich bis 31. Januar 1904 Minister für Island | Peter Adler Alberti                               |
| Minister für Kirche und Unterrichtswesen                        | Jens Christian Christensen                        |
| Kriegsminister                                                  | Wilhelm Hermann Oluf Madsen                       |
| Marineminister                                                  | Ferdinand Henrik Jøhnke                           |
| Minister für öffentliche Arbeiten                               | Viggo Hørup ab 15. Februar 1902: Christopher Hage |
| Landwirtschaftsminister                                         | Ole Hansen                                        |
| Minister für Island                                             | ab 31. Januar 1904: Hannes Hafstein               |

## Hintergrundliteratur
- Der Große Ploetz. Die Enzyklopädie der Weltgeschichte, Verlag Vandenhoeck & Ruprecht, 35. Auflage, 2008, S. 1104, ISBN 978-3-525-32008-2